# Чудиново (Волжское сельское поселение)
Чуди́ново — деревня в Михайловском сельском округе Волжского сельского поселения Рыбинского района Ярославской области .
Небольшая деревня расположена на правом берегу реки Черёмуха. Деревня — конечная точка регулярного автобусного маршрута, следующего по берегам Черёмухи из Рыбинска на Михайловское и далее на Чудиново. Конечный участок этой дороги проходит по левому берегу, но перед деревней Сельцо-Воскресенское делает резкий поворот на север и по мосту переходит на правый берег в Чудиново. Ближайшая соседняя деревня Горки стоит на удалении 600-700 м на том же правом берегу, ниже Чудиново по течению. Чудиново — последняя деревня Волжского сельского поселения вверх по правому берегу Черёмухи. Находящаяся примерно в 3 км вверх по Черёмухе деревня Демидово  находится уже в Большесельском районе. Между Чудиново и Демидово на берегу Черёмухи находятся урочища Дальшино , Степанцево  и Глоднево указывают на места расположения исчезнувших деревней. На этом участке вдоль берегов Черёмухи расположены небольшие сельскохозяйственные угодья, далее от реки в восточном направлении начинается заболоченный лес шириной 5-6 км, за которым начинаются поля и деревни вдоль реки Йода. В этом лесу на северо-восток от деревни находится болото, размерами примерно 2х2 км, которое называется по деревне Чудиновское.
Деревни Чудинова, Глоднева, Дольшина и Степанцева указаны на плане Генерального межевания Рыбинского уезда 1792 года. 
На 1 января 2007 года в деревне числился 21 постоянный житель . Почтовое отделение в Сретенье обслуживает в деревне Чудиново 27 домов .